# Макапа

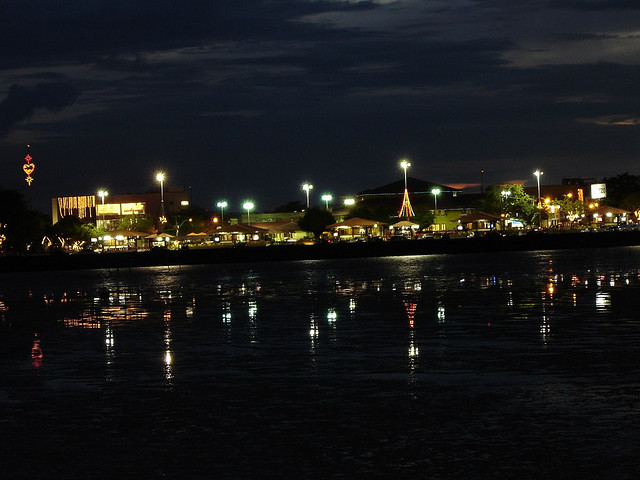
Макапа вночі

Макапа (порт. Macapá) — місто, муніципалітет, адміністративний центр штату Амапа, Бразилія. Складова частина мезорегіону Південь штату Амапа. Знаходиться у складі великої міської агломерації Макапа. Входить до економіко-статистичного мікрорегіону Макапа. Населення становить 442 933 особи на 2022 рік. Займає площу 6563 км². Густота населення — 67,48 осіб/км². Місто розташоване в гирлі річки Амазонки.
Покровителем міста вважається Йосип з Назарета.

## Історія
Місто засноване як фортеця 1688 року, офіційна дата заснування 4 лютого 1758, з 1944 — столиця штату Амапа.

## Економіка
Основа економіки — видобуток заліза, золота, олова, марганцю, лісова промисловість, рибальство.
- Валовий внутрішній продукт на 2004 становить 2 420 684 000,00 реалів (дані: Бразильський інститут географії та статистики).
- Валовий внутрішній продукт на душу населення на 2004 становить 7415,00 реалів (дані: Бразильський інститут географії та статистики).

## Географія
Клімат місцевості: екваторіальний з тривалим вологим сезоном (переважна частина року, з грудня по червень включно) та нетривалим більш сухим сезоном із дещо вищою температурою. Середня температура коливається дуже мало, різниця найхолоднішого місяця — лютого та найтеплішого — жовтня становить близько 1,5 ° C.
| Клімат Макапа                      | Клімат Макапа | Клімат Макапа | Клімат Макапа | Клімат Макапа | Клімат Макапа | Клімат Макапа | Клімат Макапа | Клімат Макапа | Клімат Макапа | Клімат Макапа | Клімат Макапа | Клімат Макапа | Клімат Макапа |
| Показник                           | Січ.          | Лют.          | Бер.          | Квіт.         | Трав.         | Черв.         | Лип.          | Серп.         | Вер.          | Жовт.         | Лист.         | Груд.         | Рік           |
| Абсолютний максимум, °C            | 37            | 37            | 37            | 38            | 37            | 39            | 38            | 39            | 38            | 38            | 37            | 38            | 39            |
| Середній максимум, °C              | 29,7          | 29,2          | 29,3          | 29,5          | 30,0          | 30,3          | 30,6          | 31,5          | 32,1          | 32,6          | 32,3          | 31,4          | 30,7          |
| Середня температура, °C            | 26,0          | 25,7          | 25,7          | 25,9          | 26,1          | 26,2          | 26,1          | 26,8          | 27,5          | 27,9          | 27,7          | 27,0          | 26,6          |
| Середній мінімум, °C               | 23,0          | 23,1          | 23,2          | 23,5          | 23,5          | 23,2          | 22,9          | 23,3          | 23,4          | 23,5          | 23,5          | 23,4          | 23,3          |
| Абсолютний мінімум, °C             | 21            | 21            | 20            | 20            | 20            | 17            | 20            | 18            | 20            | 20            | 21            | 21            | 17            |
| Норма опадів, мм                   | 299.6         | 347.0         | 407.2         | 384.3         | 351.5         | 220.1         | 184.8         | 98.0          | 42.6          | 35.5          | 58.4          | 142.5         | 2571.5        |
| Днів з дощем                       | 13            | 15            | 17            | 17            | 15            | 11            | 10            | 5             | 2             | 2             | 3             | 6             | 116           |
| Вологість повітря, %               | 86            | 87            | 88            | 89            | 88            | 86            | 85            | 81            | 76            | 75            | 76            | 80            | 83.1          |
| ---------------------------------- | ------------- | ------------- | ------------- | ------------- | ------------- | ------------- | ------------- | ------------- | ------------- | ------------- | ------------- | ------------- | ------------- |
| Джерело: World Cimate, Weatherbase |               |               |               |               |               |               |               |               |               |               |               |               |               |

## Спорт
У місті базуються футбольні клуби «Крістал» і «Трьом».
Також в місті розташований стадіон Зера, відомий своїм положенням на екваторі.